# استمور (تشيشير)
استمور (بالإنجليزية: Astmoor)‏ هي قرية تقع في المملكة المتحدة في شمال غرب إنجلترا.